# Duga, Nikšić
Duga este un sat din comuna Nikšić, Muntenegru. Conform datelor de la recensământul din 2003, localitatea are 98 de locuitori (la recensământul din 1991 erau 186 de locuitori).

## Demografie
În satul Duga locuiesc 86 de persoane adulte, iar vârsta medie a populației este de 48,1 de ani (42,7 la bărbați și 55,2 la femei). În localitate sunt 36 de gospodării, iar numărul mediu de membri în gospodărie este de 2,72.
|  |

| Demografie | Demografie | Demografie |
| An         | Locuitori  | Locuitori  |
| ---------- | ---------- | ---------- |
|            |            |            |
|            |            |            |
|            |            |            |
|            |            |            |
| 1948       | 388        |            |
| 1953       | 405        |            |
| 1961       | 433        |            |
| 1971       | 410        |            |
| 1981       | 271        |            |
| 1991       | 186        | 155        |
| 2003       | 107        | 98         |

| \| Componența etnică conform recensământului din 2003[2] \| Componența etnică conform recensământului din 2003[2] \| Componența etnică conform recensământului din 2003[2] \| Componența etnică conform recensământului din 2003[2] \| Componența etnică conform recensământului din 2003[2] \| \| ----------------------------------------------------- \| ----------------------------------------------------- \| ----------------------------------------------------- \| ----------------------------------------------------- \| ----------------------------------------------------- \| \| \| \| \| \| \| \| Muntenegreni \| Muntenegreni \| \| 70 \| 71,42% \| \| Sârbi \| Sârbi \| \| 18 \| 18,36% \| \| necunoscută \| necunoscută \| \| 1 \| 1,02% \| |              |  |    |        |
| Componența etnică conform recensământului din 2003 |              |  |    |        |
| |              |  |    |        |
| Muntenegreni | Muntenegreni |  | 70 | 71,42% |
| Sârbi | Sârbi        |  | 18 | 18,36% |
| necunoscută | necunoscută  |  | 1  | 1,02%  |